# Ambalakindresy
Ambalakindresy est une commune rural malgache située dans la partie nord-est de la région de la Haute Matsiatra.